# Amphoe Lam Thap
Amphoe Lam Thap (thailändisch อำเภอ ลำทับ) ist ein Landkreis (Amphoe – Verwaltungs-Distrikt) der Provinz Krabi. Die Provinz Krabi liegt im Westen der Südregion von Thailand.

## Geographie
Benachbarte Distrikte (von Westen im Uhrzeigersinn): die Amphoe Khlong Thom und Khao Phanom der Provinz Krabi, die Amphoe Thung Yai und Bang Khan der Provinz Nakhon Si Thammarat sowie Amphoe Wang Wiset der Provinz Trang.

## Geschichte
Lam Thap wurde am 30. Juni 1984 zunächst als Kleinbezirk (King Amphoe) eingerichtet, indem die zwei Tambon Lam Thap und Din Udom vom Amphoe Khlong Thom abgetrennt wurden. 
Am 4. November 1993 bekam Lam Thap den vollen Amphoe-Status.

## Verwaltung

### Provinzverwaltung
Amphoe Lam Thap ist in vier Unterbezirke (Tambon) eingeteilt, welche weiter in 27 Dorfgemeinschaften (Muban) unterteilt sind. 
| \| Nr. \| Name \| Thai \| Dörfer \| Einw.[3] \| \| --- \| --------------- \| -------- \| ------ \| -------- \| \| 1. \| Lam Thap \| ลำทับ \| 10 \| 8.837 \| \| 2. \| Din Udom \| ดินอุดม \| 06 \| 5.837 \| \| 3. \| Thung Sai Thong \| ทุ่งไทรทอง \| 05 \| 4.827 \| \| 4. \| Din Daeng \| ดินแดง \| 06 \| 3.731 \| |                 |          |        |       |
| Nr. | Name            | Thai     | Dörfer | Einw. |
| 1. | Lam Thap        | ลำทับ     | 10     | 8.837 |
| 2. | Din Udom        | ดินอุดม    | 06     | 5.837 |
| 3. | Thung Sai Thong | ทุ่งไทรทอง | 05     | 4.827 |
| 4. | Din Daeng       | ดินแดง    | 06     | 3.731 |

### Lokalverwaltung
Lam Thap (เทศบาลตำบลลำทับ) ist eine Kleinstadt (Thesaban Tambon) im Landkreis, sie besteht aus Teilen der Tambon Lam Thap und Thung Sai Thong. 
Außerdem gibt es vier „Tambon-Verwaltungsorganisationen“ (TAO, องค์การบริหารส่วนตำบล) für die Tambon oder die Teile von Tambon im Landkreis, die zu keiner Stadt gehören.